# أنا فقط أريدك أن تحبني (فلم)
أنا فقط أريدك أن تحبني (بالألمانية: Ich will doch nur, daß ihr mich liebt) فيلم تلفزيوني من ألمانيا الغربية صدر عام 1976 كتبه وأخرجه راينر فاسبيندر وقام بالبطولة فيتوس زيبليشال وإلك أبيرل. يقدم الفيلم مقابلة مع رجل، تجريها امرأة متعاطفة. تتكشف حكايته، عن عمل شاق لا يرضي والديه أبدًا، وأب يشوه جهوده، وأم غير مبالية.

## طاقم التمثيل
- فيتوس زيبليشال: في دور بيتر
- إلك أبيرل: في دور إيريكا
- ألكسندر أليرسون: في دور والد بيتر
- إيرني مانجولد: في دور والدة بيتر
- جوانا هوفر: في دور جدة إريكا
- كانارينا بوخامر: في دور أولا
- وولفجانج هيس: في دور رئيس عمال البناء
- أرمين ماير: في دور مدير شركة الإنشاءات
- إريكا رونج: في دور عالم نفسي
- أولريش رادكه: في دور والد إريكا
- آن ماري ويندل: في دور والدة إريكا
- يانوس جونشول: في دور نادل
- إديث فولكمان: في دور زوجة نادل
- روبرت نايجل: في دور مدير شقة
- أكسل جانز: في دور حاجب
- إنجي شولتز: في دور السيدة إمريش
- هاينز برنشتاين: في دور بائع أثاث
- هيلجا بندر: في دور بائعة
- أدي جروبر: في دور كاتب بريد
- هايد أكرمان: في دور بائعة ماكينات الحياكة
- سونيا نيودوريس: في دور صائغ
- راينهارد بريكس: في دور رجل أعمال
- ليلو بيمبيت: في دور امرأة مسنة في مكتب البريد[4]

## أحداث الفيلم
بيتر تريبر (فيتوس زيبليشال) هو شاب يقضي عشر سنوات في السجن لارتكابه جريمة قتل متهورة. تجرى طبيبة نفسانية (إريكا رونج) مقابلة معه لمعرفة دوافعه وتاريخ حياته. كانت طفولة بيتر بلا حب في منزل والديه القاسيين (ألكسندر أليرسون وإيرني مانجولد) اللذين يعملان في فندق. على الرغم من طاعته وعمله الحسن، إلا أنه لا ينال قبول والديه، حتى إنه بنى لهما منزلًا، وعندما يفشل في تحقيق النتيجة المرجوة، يتزوج من صديقته إيريكا (إلكه أبرلي) وينتقل معها إلى ميونيخ، حيث يواصل جهوده المضنية للحصول على موافقة من حوله، خاصة من زوجته الجديدة. يضغط على نفسه للعمل لساعات طويلة بينما ينفق المال ببذخ، مما يؤدي إلى ضغوط مستمرة عليه من الديون، وعلى الرغم من إنه لا يستطيع تحمل هذا النمط من الحياة، إلا إنه يحافظ عليها. تصبح الضغوط في النهاية أكثر من اللازم ويفقد السيطرة على نفسه، ويستسلم لإدمان الكحول. عندما يفقد بيتر وظيفته، يقوم أخيرًا بضرب وخنق النادل (يانوس غونشول) الذي يذكره بوالده.

## الإنتاج
تم تصوير الفيلم في 25 يومًا بين نوفمبر وديسمبر 1975 وبثته شبكة التلفزيون الألماني الغربي إيه آر دي، في 23 مارس 1976. كلف الفيلم ما يقرب من 800 ألف مارك ألماني. يستند السيناريو إلى قصة حقيقية من كتاب «محاضر خلف القضبان».

## استقبال الفيلم
منح موقع الطماطم الفاسدة تقييمًا للفيلم بلغ 100%.

## وصلات خارجية
https://www.imdb.com/title/tt0074664/ أنا فقط أريدك أن تحبني (فيلم)
https://www.rottentomatoes.com/m/i_only_want_you_to_love_me أنا فقط أريدك أن تحبني (فيلم)